# Efecto citopático

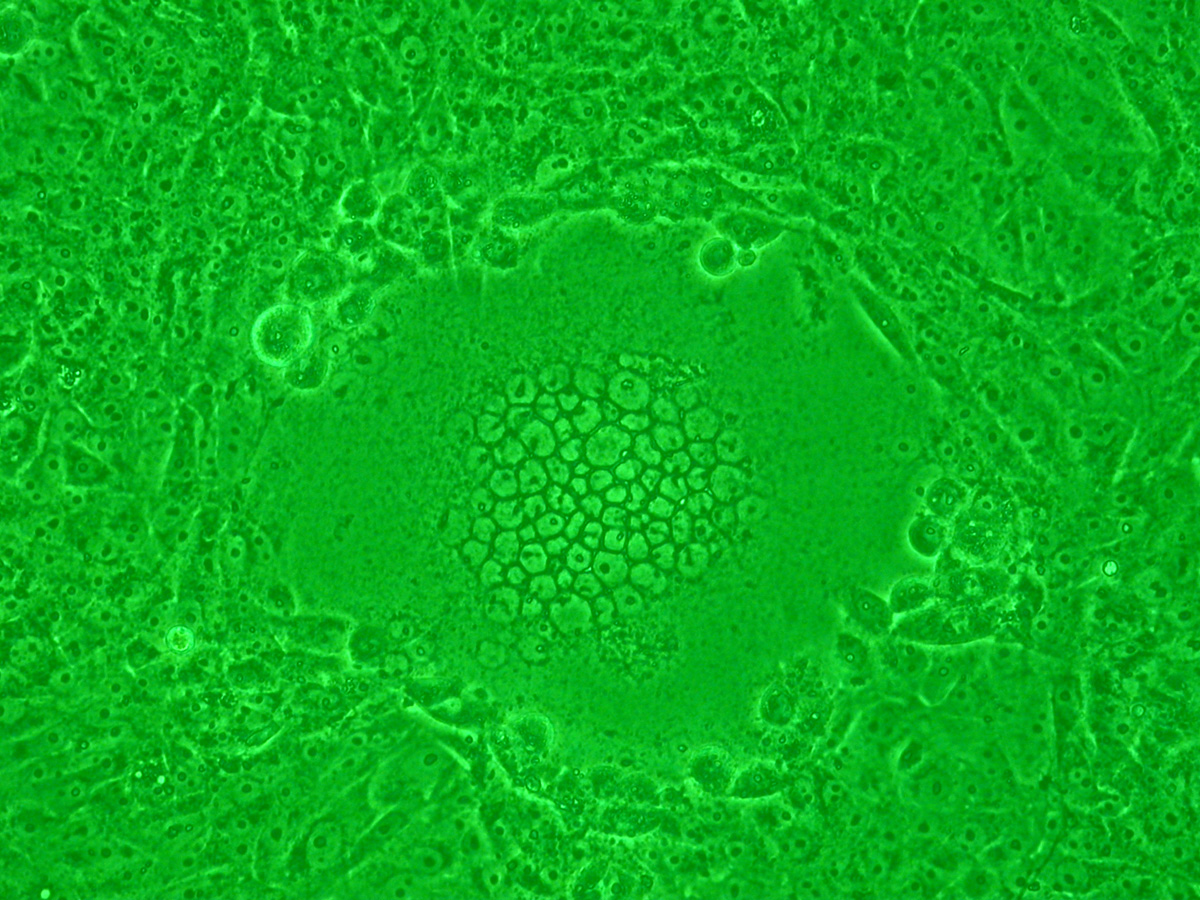
Efecto citopático (sincitio)

Se denomina efecto citopático (ECP) a los cambios bioquímicos y moleculares, morfológicos y de viabilidad celular, visibles a microscopía óptica, causados durante el ciclo de replicación viral.
A lo largo del ciclo viral intracelular, desde que un virus reconoce a una célula y penetra en su interior hasta la lisis o muerte celular, prácticamente todos los componentes y orgánulos celulares sufren alteraciones drásticas a nivel molecular, muchas de las cuales tienen manifestación morfológica. La mayor parte de las observaciones del ECP se han realizado en células infectadas en cultivo, en las que se aprecia: pérdida de adherencia al sustrato, inhibición por contacto, agregación celular, redondeamiento celular, formación de sincitios, cuerpos de inclusión citosólicos, transformación celular, lisis, etc.
Aunque todos los virus líticos producen efecto citopático, puede observarse una gran diversidad de manifestaciones.

## Cambios morfológicos
Los cambios morfológicos son muy diversos y afectan a casi cualquier orgánulo y estructura celular, incluyendo el núcleo, las membranas y el citoesqueleto.

### Lisis
La lisis celular es la conclusión del conjunto de alteraciones celulares que se producen secuencial o simultáneamente en la célula infectada, liberando finalmente al medio las nuevas partículas virales.
Inicialmente se producen alteraciones en la funcionalidad de membrana, seguidos de cambios en la morfología del núcleo y de la desorganización de ciertos orgánulos y del citoesqueleto, lo cual provoca la pérdida de adherencia al sustrato (uniones focales) y el redondeamiento celular ya mencionados. La observación a microscopía electrónica reporta información más exhaustiva y detallada, sobre las alteraciones morfológicas a nivel ultraestructural. Los picornavirus, por ejemplo, provocan la desorganización del aparato de Golgi, bloqueando el tráfico vesicular, y alteraciones en la morfología del núcleo, que se torna lobulado y es desplazado a la periferia celular. El virus de la polio, en un cultivo de células HeLa (el primer sistema en el que se observó efecto citopático), provoca en un corto período la deformación del núcleo y la desorganización del citoesqueleto y el sistema vesicular, apareciendo característicamente un gran número de vesículas membranosas, que llegan a ocupar la mayor parte del citoplasma en estadios tardíos de infección. Dichas vesículas tienen entre 50-200 nm y son necesarias para la replicación del genoma viral.

### Cuerpos de inclusión
Muchos tipos de virus inducen la aparición de estructuras membranosas en el citoplasma, en algunos casos en forma de grandes vacuolas citoplasmáticas (e.g. VIH) y en otros como pequeñas vesículas. En varios virus se ha comprobado que estas regiones corresponden a zonas muy ricas en proteínas virales, siendo centros de replicación viral.
Los cuerpos de inclusión son estructuras observables a microscopía óptica y constituyen centros activos del ciclo vírico intracelular. Corresponden a complejos replicativos, transcripcionales o de ensamblaje; situados en el núcleo (e.g. herpesvirus β, virus del sarampión y adenovirus) o en el citoplasma, asociados al citoesqueleto (e.g. reovirus).
Tienen valor diagnóstico, ya que poseen carácter basófilo o acidófilo (eosinófilo) según el virus.

### Sincitios
Los sincitios son grupos de células fusionadas apreciables como una masa celular multinucleada. La inducción de sincitios se ha observado en la infección por VIH, en concreto por variantes virales muy patogénicas que surgen en etapas tardías de la enfermedad, por lo que tienen valor pronóstico. Igualmente, es una característica frecuente en el virus sincitial respiratorio (que lleva su nombre precisamente por este fenómeno). Su observación generalmente se ha realizado en células en cultivo, pero dicho fenómeno permite in vivo la infección de nuevos linfocitos T CD4+ sin la parte extracelular del ciclo, en la que son más vulnerables a la respuesta humoral.

### Transformación celular
Es una alteración en el crecimiento normal de las células en cultivo con evidentes manifestaciones morfológicas. Se asocia a una serie de cambios moleculares, que causan la desregulación de los sistemas de control de la proliferación celular y de la apoptosis, que se manifiestan en la pérdida de la inhibición por contacto, formando cultivos multicapa e incluso tumores, la desorganización del citoesqueleto, que acompaña a una cierta desdiferenciación morfológica, alteraciones en la superficie celular (cambios antigénicos y cambios en la funcionalidad de la membrana), alteraciones nucleares y cromosómicas, independencia de anclaje, disminución de la capa externa de fibronectina, bajos requerimientos de factores de crecimiento, aumento en la secreción de proteasas, etc.
La transformación celular está especialmente ligada a virus que insertan su genoma en el de la célula infectada, pudiendo causar mutagénesis insercional al interrumpir antioncogenes o activar pro-oncogenes, o alterando la correcta regulación de la expresión génica celular. Los virus que integran su genoma pueden ser virus RNA (e.g. Retrovirus) o DNA (e.g. Adenovirus, Poliomavirus, Herpesvirus, Papilomavirus, Hepadnavirus, Poxvirus)

## Alteraciones bioquímicas
Las alteraciones morfológicas están totalmente fundamentadas en alteraciones moleculares, estructurales y funcionales (vías metabólicas, reguladoras, de transporte, de expresión génica, etc.). Las alteraciones bioquímicas son muy diversas y específicas de cada virus, si bien pueden señalarse las más importantes a nivel general.

### Alteraciones en la síntesis de macromoléculas celulares
Algunos virus son capaces de mostrar esta inhibición etapas tempranas de la infección (e.g. Poxvirus) pero la mayoría de los virus animales lo hacen en etapas tardías. El efecto más drástico suele producirse en la inhibición de la expresión de proteínas celulares por traducción preferente o casi exclusiva de proteínas virales. 
1. Inhibición de la síntesis de proteínas celulares: se conoce que principalmente actúa a nivel de la iniciación de la síntesis de proteínas celulares en los ribosomas.
2. Inhibición de la síntesis de DNA celular: en general, todos los virus provocan inhibición de la síntesis de DNA celular, los virus RNA probablemente por el bloqueo de la síntesis de proteínas, y los virus DNA para proveerse de nucleótidos, enzimas y otros factores implicados en la replicación.
3. Inhibición de la síntesis de RNA celular: la transcripción está inhibida probablemente por competición por la RNA polimerasa II y los factores de transcripción celulares.

### Alteraciones de las membranas celulares
1. Cambios en la actividad de enzimas presentes en las membranas.
2. Modificaciones en la funcionalidad del sistema vesicular.
3. Aumento de la permeabilidad de la membrana plasmática.

## Interés diagnóstico
La detección del efecto citopático y el estudio de sus características tienen cierto valor diagnóstico, especialmente en la identificación presuntiva del agente viral, y pronóstico. Algunas de las características diferenciales del ECP ya han sido comentadas, como la basofilia y eosinofilia o la capacidad de inducir la formación de sincitios en las variantes de VIH más patogénicas. No obstante el valor diagnóstico del ECP presenta diversas limitaciones: hay virus (e.g. CMV) que tardan excesivo tiempo en aparecer, otros virus no producen ECP (e.g. Parainfluenza), mientras que otros o bien sólo crecen en células de difícil cultivo (e.g. EBV) o no crecen en cultivo (e.g. Arenavirus).
- Datos: Q1149147